# Index Catalogue
O Index Catalogue (IC), também conhecido como Index Catalogue of Nebulae, é um catálogo de galáxias, nebulosas e aglomerados estelares que complementa o Novo Catálogo Geral. Seus objetos são identificados pelas iniciais IC seguidas de um ou mais algarismos. Nele estão presentes 5 386 objetos celestes, conhecidos como Objetos IC.
O Index Catalogue foi inicialmente publicado por John Dreyer em 1895, contendo 1 529 objetos e sendo conhecido como IC I. Em 1908 sua segunda parte (conhecida como IC II) foi publicada por Dreyer, contendo 3 857 objetos. Em 1912 ele publicou uma lista de correções do IC.